# Paul Larose
Pour les articles homonymes, voir Larose.
Paul Larose (né le 30 mai 1938 à Montréal et décédé le 10 novembre 2015) est un producteur de cinéma et d'émissions d'affaires publiques, principalement auprès de l'Office national du film et la Société Radio-Canada.

## Filmographie

### Cinéma
| Années | Titre                                   | Genre              |
| ------ | --------------------------------------- | ------------------ |
| 1980   | Land Without Trees, or The Mouchouânipi | Documentaire       |
| 1980   | Gens d'Abitibi                          | Documentaire       |
| 1978   | Derrière l'image                        | Documentaire télé  |
| 1977   | Le goût de la farine                    | Documentaire       |
| 1977   | 24 heures ou plus                       | Documentaire       |
| 1977   | 20 ans plus tard                        | Documentaire       |
| 1976   | La veillée des veillées                 | Documentaire       |
| 1976   | Rose et Monsieur Charbonneau            | Documentaire       |
| 1976   | Monsieur Journault                      | Documentaire       |
| 1976   | Wamba                                   |                    |
| 1976   | Un royaume vous attend                  | Documentaire       |
| 1976   | Blanche et Claire                       | Court métrage      |
| 1976   | Les vieux amis                          | Documentaire       |
| 1976   | L'invasion '1775...1975'                | Documentaire       |
| 1975   | Il n'y a pas d'oubli                    |                    |
| 1975   | Jean Carignan, violoneux                | Documentaire       |
| 1975   | Cher Théo                               |                    |
| 1975   | Comptines                               | Court documentaire |
| 1975   | Inventors of Thingumajigs               | Documentaire       |
| 1975   | J'explique certaines choses             | Court métrage      |
| 1975   | Jours de fer                            | Court métrage      |
| 1975   | Lentement                               | Court métrage      |
| 1975   | Le port of Montreal                     | Court documentaire |
| 1974   | C'est votre plus beau temps!            | Documentaire       |
| 1974   | Canadiens conformes                     | Court métrage      |
| 1974   | Le violon de Gaston                     | Court métrage      |
| 1974   | Par une belle nuit d'hiver              | Court métrage      |
| 1974   | Pris au collet                          | Court métrage      |
| 1974   | As Usual                                | Court métrage      |
| 1973   | Quelques animaux raisonnables?          | Documentaire       |
| 1972   | Québec: Duplessis and After...          | Documentaire       |
| 1972   | Vivre entre les mots                    |                    |
| 1971   | On est loin du soleil                   |                    |
| 1971   | Peut-être Maurice Richard               | Documentaire télé  |
| 1971   | L'Acadie, l'Acadie?!?                   | Documentaire       |
| 1970   | Un pays sans bon sens!                  | Documentaire       |
| 1970   | If Not                                  | Court documentaire |
| 1970   | L'homme nouveau                         | Court métrage      |
| 1970   | Un lendemain comme hier                 | Court documentaire |
| 1969   | La guerre des pianos                    | Court métrage      |
| 1967   | Woodlot Management                      | Court documentaire |

## Récompenses et distinctions
- Prix Génie, "Je change à cheval avec Willie Lamothe" (1971)
- Comptines, Prix du court-métrage documentaire (1975), Festival de Barcelone, Espagne
- Prix Gémeaux